# Barta Nóra
Barta Nóra (Budapest, 1984. április 2. –) ifjúsági Európa- és világbajnok műugró.

## Sportpályafutása
Utánpótlás versenyzőként az ifi D-kategória műugróbajnoka volt 1994-ben. 1996-ban már a felnőtt ob-n is helyezett volt. Egy méteren ötödik, három méteren negyedik volt. Egy év múlva megszerezte első bajnoki érmét. 1 méteren bronzérmes, 3 méteren negyedik volt. 1998-ban 1 és 3 méteren is ob ezüstérmes lett. Az ifjúsági Európa-bajnokságon B-kategóriában három méteren első, 1 méteren harmadik lett. 1999-ben mindkét versenyszámban magyar bajnok volt. Az ifi vb-n 1 méteren világbajnok, három méteren hatodik volt. Az ifjúsági Eb-n egy méteren ötödik, három méteren harmadik volt. 2000-ben megvédte bajnoki címeit. Az isztambuli utánpótlás Eb-n 1 méteren ötödik, 3 méteren első lett. A 2000. évi nyári olimpiai játékokon 22. helyezést ért el.
2001-ben 3 méteren lett magyar bajnok. A fukuokai vb-n 3 méteren 19. helyen zárt, 1 méteren 27. volt. Az ifjúsági Európa-bajnokságon 1 méteren 9., 3 méteren bronzérmes volt. A következő évben magyar bajnok lett 1 és 3 méteren valamint párosban is. Az Európa-bajnokságon 1 méteren kilencedik, 3 méteren tizedik volt. Az ifi Eb-n 3 méter párosban lett hatodik. 2003-ban 3 méteren és páros toronyugrásban szerzett magyar bajnoki címet. A vb-n 1 méteren 12., 3 méteren 25. volt. Az ifi vb-n ezüstérmes volt. Megnyerte a svédországi bajnokok kupáját és negyedik volt a GP-döntőjén. A 2004-es ob-n egy méter egyéniben és párosban volt bajnok. Februárban az athéni vk versenyen olimpiai kvótát szerzett. Az Eb-n három méteren hatodik, párosban Kormos Villővel hetedik, 1 méteren 13. volt. Az olimpián 14. lett.
2005-ben az 1 méter magyar bajnoka volt. A rostocki GP versenyen ötödik, Rómában a negyedik helyen végzett. A következő évben mind a négy műugrószám hazai legjobbjának bizonyult. A Európa-bajnokságon Budapesten bronzérmet nyert 3 méteren. Ugyanitt a 3 méteres szinkronugrásban 4. helyezést ért el Kormos Villővel. A 2007-es vb-n egy méteren 12., három méteren 13., párosban 17. volt. A júliusi vállműtétje miatt nem vett részt az ob-n. 2008-ban két magyar bajnoki címet nyert. Februárban olimpiai kvótát szerzett. A pekingi olimpián 12. helyezést ért el. Az Európa-bajnokságon 1 méteres műugrásban nyert ezüstérmet. 3 méteren hatodik
2009 februárjában porckorongsérvvel műtötték. 2010 januárjában, másfél év kihagyás után tért vissza a versenyzéshez. 2010-ben a budapesti rendezésű Európa-bajnokságon megismételte 2006-os eredményét és újra bronzérmet nyert 3 méteren. A nők 1 méteres fináléjában a 9. helyet szerezte meg Barta, aki az első világversenyen szerepelt a felgyógyulása óta. A 2011-es Eb-n egy 1 méteren 12., három méteren hatodik volt. 2011 júniusában egy edzésen combizomszakadást szenvedett, így kénytelen kihagyni a júliusi világbajnokságot. A 2012-es Európa-bajnokságon 1 méteren 14., 3 méteren tizedik volt. Júniusban a FINA olimpiai kvótát biztosított Barta részére. Az ötkarikás játékokon 3 méteren 25. lett és kiesett a selejtezőben. 2013 augusztusában bejelentette, hogy befejezi sportolói pályafutását.

## Díjai, elismerései
- Az év magyar műugrója (1999, 2000, 2001, 2002, 2003, 2004, 2007, 2008, 2010, 2011)
- MOB az Éves teljesítményért-díj (2011)
- VOSZ BPMRSZ Príma díj Sport kategóriában (2022)